# Paragymnopleurus stipes
Paragymnopleurus stipes là một loài bọ cánh cứng trong họ Bọ hung (Scarabaeidae).